# Aurangzeb
Aurangzeb (dvs. Tronens Pryd – herskernavn: Alamgir I) (3. november 1618 – 3. marts 1707) var den sidste betydende af Indiens stormoguler 1658-1707.
Som yngre søn af Shah Jahan fulgte han i faderens fodspor og udmærkede sig som provinsguvernør og hærfører i grænsekrige, men stod af politiske og personlige grunde i modsætning til sin far. Ved udbruddet af tronstriden 1657-1658 deltog han straks i oprøret, slog og afsatte sommeren 1658 Shah Jahan og besejrede og uskadeliggjorde bagefter uden nåde sine øvrige brødre, bl.a. hovedrivalen Dara Shikoh.
Som regent var Aurangzeb både handlekraftig og flittig højt op i årene. Modsat forgængerne var han afholdsmand og levede spartansk. Han viste sig som en dygtig general og politiker, men var egenrådig, mistroisk og ofte brutal og opnåede ikke tillidsforhold til sine rådgivere. I religiøs henseende var han overbevist sunnimuslim, brød definitivt med tolerancekursen over for hinduerne og underordnede statsforholdene islamisk lov. Han har et dårligt ry blandt hinduerne, selv om nyere forskning afviser, at hans religiøse kurs har haft så stor indflydelse på landets udvikling.
I udenrigspolitikken nåede mogulriget formelt sin største udstrækning under Aurangzeb. Han foretog fremstød i Afghanistan, erobrede de fleste sydindiske småstater og blev formelt halvøens overherre, men måtte samtidig under de lange felttog overlade de øvrige områder til sig selv. Hans største udenrigspolitiske projekt var kampen mod mahrattaerne i delstaten Maharashtra (Deccan), hvor han fra 1681 og resten af sit liv førte sejrrige, men i længden resultatløse felttog mod skiftende fyrster. Det overbelastede statens økonomi, førte til bondeoprør og efterhånden til brud med militære forbundsfæller, som rajputerne, mens sikherne i 1670'erne hærgede i Nordindien. Korruptionen bredte sig i provinserne, og separatistiske tendenser tog til.
Aurangzebs død 1707 regnes normalt for afslutningen på mogulrigets storhedstid. Ved hans død var riget formelt samlet, men svækket af de mange krige og af stigende modsætninger mellem etniske og religiøse grupper som til sidst førte til britisk erobring af Indien. Hans efterkommere besad officielt titlen som stormogul til 1857.

## Fuld kejserlig titel
Al-Sultan al-Azam wal Khaqan al-Mukarram Hazrat Abul Muzaffar Muhy-ud-Din Muhammad Aurangzeb Bahadur Alamgir I, Badshah Ghazi, Shahanshah-e-Sultanat-ul-Hindiyyah Wal Mughaliyyah